# Есмонт (Вірджинія)
Есмонт (англ. Esmont) — переписна місцевість (CDP) в США, в окрузі Албемарл штату Вірджинія. Населення — 491 особа (2020).

## Географія
Есмонт розташований за координатами 37°49′43″ пн. ш. 78°35′31″ зх. д. / 37.82861° пн. ш. 78.59194° зх. д. (37.828544, -78.592057).  За даними Бюро перепису населення США в 2010 році переписна місцевість мала площу 9,43 км², з яких 9,42 км² — суходіл та 0,01 км² — водойми.

## Демографія
Згідно з переписом 2010 року, у переписній місцевості мешкало 528 осіб у 205 домогосподарствах у складі 142 родин. Густота населення становила 56 осіб/км².  Було 243 помешкання (26/км²).
Расовий склад населення:
| - 50,9 % — чорних або афроамериканців - 41,1 % — білих - 0,9 % — корінних американців - 0,2 % — вихідців з тихоокеанських островів - 4,0 % — осіб інших рас |

До двох чи більше рас належало 2,8 %. Частка іспаномовних становила 7,2 % від усіх жителів.
За віковим діапазоном населення розподілялося таким чином: 25,6 % — особи молодші 18 років, 60,6 % — особи у віці 18—64 років, 13,8 % — особи у віці 65 років та старші. Медіана віку мешканця становила 39,8 року. На 100 осіб жіночої статі у переписній місцевості припадало 91,3 чоловіків;  на 100 жінок у віці від 18 років та старших — 89,9 чоловіків також старших 18 років.
За межею бідності перебувало 20,5 % осіб, у тому числі 36,3 % дітей у віці до 18 років та 0,0 % осіб у віці 65 років та старших.
Цивільне працевлаштоване населення становило 238 осіб. Основні галузі зайнятості: освіта, охорона здоров'я та соціальна допомога — 25,6 %, роздрібна торгівля — 22,3 %, будівництво — 14,3 %, мистецтво, розваги та відпочинок — 8,4 %.